# Culture de Bromme

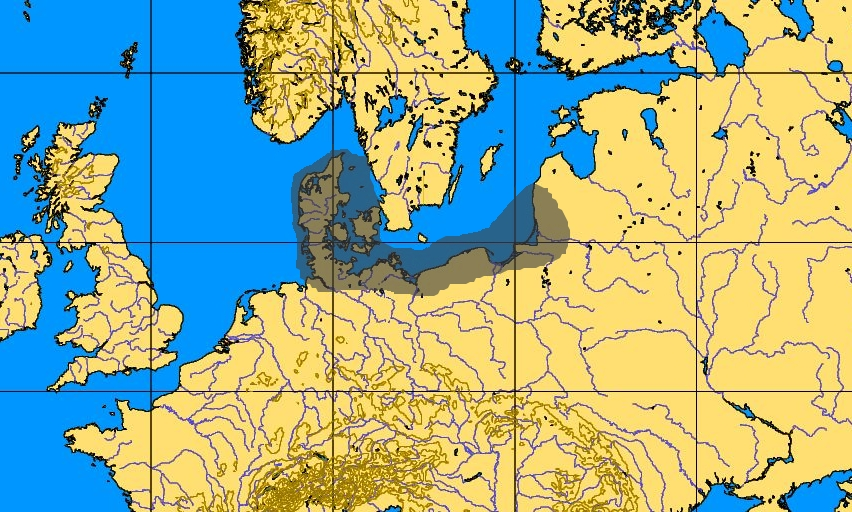
Aire approximative de la culture de Bromme

La culture de Bromme est une culture préhistorique qui s'est développée durant l'Épipaléolithique en Europe du Nord.

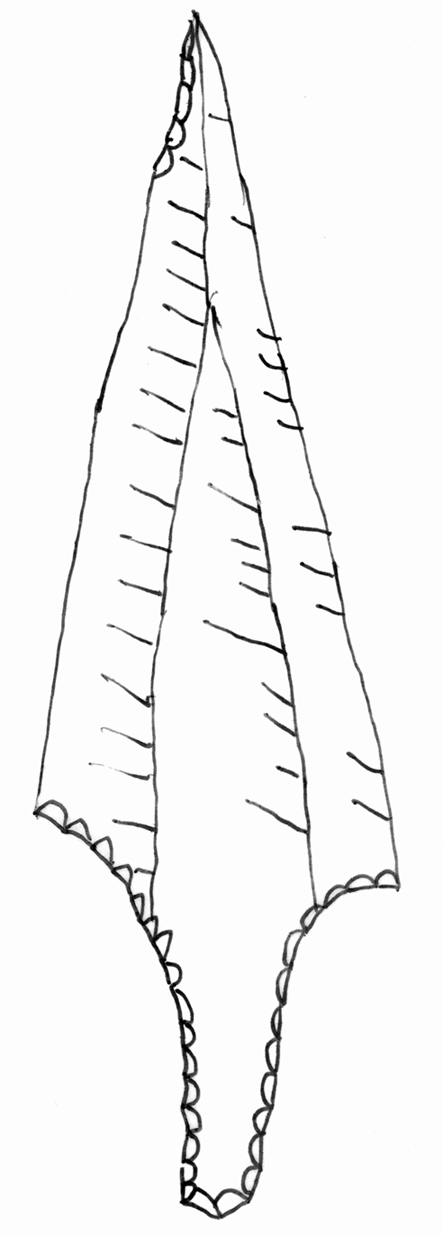
Une pointe effilée en forme d'alêne (awl en anglais; ahl en allemand) caractéristique de la culture de Bromme

## Aire géographique
Cette culture tire son nom de l'établissement épipaléolithique découvert à Bromme, dans l'ouest du Seeland, au Danemark. Elle est également connue par de nombreux autres sites mis au jour au Danemark, dans le Schleswig-Holstein, en Allemagne du Nord, et à Segebro, près de Malmö, en Suède.

## Chronologie
La culture de Bromme s'étend d'environ 13 600 à 11 800 ans avant le présent (AP). Elle commence pendant l'interstade frais de l'Alleröd et s'achève durant le stade glaciaire du Dryas récent.

## Mode de subsistance
Les tribus appartenant à cette culture chassaient principalement le renne, mais également l'élan, le carcajou et le castor européen. Le paysage était alors une combinaison de taïga et de toundra.

## Industrie lithique
Cette culture se caractérise par l'utilisation de robustes outils en pierre, essentiellement des poinçons, des grattoirs. On a trouvé des pointes de flèches, mais pas de haches en pierre.

## Analyse
La culture de Bromme est similaire à la culture d'Ahrensburg, si bien que le nom de culture de Lyngby a été proposé pour réunir ces deux cultures, où la culture de Bromme ne serait alors que la branche nordique de la culture d'Ahrensburg.